# Уърлуинд I
Уърлуинд I (на английски: Whirlwind I) е американски лампов цифров компютър, разработен по време на Студената война. Масачузетският технологичен институт разработва този компютър в Лабораторията по сервомеханизми. Джей Райт Форестър заедно с Робърт Евърт разработват високоскоростен (за времето си) компютър, запомнящ изпълнените предходни задачи. Форестър предлага метод за по-ефективно запазване на информацията в запомняща клетка, като използва лампа на Уилямс, с което намаляват с няколко пъти разходите за смяна на вакуумни лампи по време на експлоатацията.
Това е един от първите компютри с паралелни изчисления (не серийни) и е първият с магнитна феритна памет. Начинът на съхранение на информация в паметта е едномерен. Форестър мисли за създаване на 2D и 3D метод за съхранение на паметта. До края на 1951 г. компютърът „Whirlwind“ функционира и е достъпен за научни и военни изследвания. ВВС на САЩ предоставят значителна финансова подкрепа за приложенията на Уърлуинд, който е ключов компонент в дизайна на системата за противовъздушна отбрана SAGE (полуавтоматична наземна среда) през 50-те години на XX век.